# Mel Brooks
Melvin Kaminsky o Mel Brooks (Nova York, 28 de juny de 1926) és un guionista, actor i director de cinema estatunidenc.

## Biografia
Fill de pares russos de confessió jueva, durant la Segona Guerra Mundial pertanyia al cos d'enginyers de l'exèrcit dels Estats Units d'Amèrica i és allí on va donar els seus primers passos de còmic parodiant en la ràdio de l'exèrcit els missatges de propaganda nazi que es podien escoltar en la ràdio alemanya. De tornada als Estats Units, va treballar per a la televisió escrivint guions per a sèries o xous còmics. La seva entrada en el món del cinema va tenir lloc el 1968 amb Els productors, cinta de la qual fou director i guionista. Dona vida a un productor de musicals estafador i a un comptable tímid i nerviós que preparen una gran estafa: produir un musical el fracàs del qual sigui assegurat per fer més diners que amb un musical reeixit. Va guanyar l'Oscar al millor guió el 1969. La pel·lícula més recordada i de més èxit és El jove Frankenstein, amb Gene Wilder (guionista junt a Mel Brooks), Teri Garr, Marty Feldman, Cloris Leachman, Madeline Kahn, Kenneth Mars, Peter Boyle. Una altra obra important en la seva filmografia fou Ser o no ser (1983, nova versió del clàssic d'Ernst Lubitsch), en la qual interpreta un actor de teatre polonès durant la Segona Guerra mundial que ha d'actuar per salvar la seva vida i la de diversos companys en una divertida comèdia.

## Filmografia
- Els productors (1968)
- Les dotze cadires (1970) (director, guionista i actor)
- El jove Frankenstein (1974) (director, guionista)
- Selles de muntar calentes (1974) (director, guionista i actor)
- L'última bogeria (1976) (director, guionista i actor)
- Màxima ansietat (1977) (director, guionista i actor)
- L'esbojarrada història del món (1981) (director, guionista i actor)
- Ser o no ser (1983) (actor)
- L'esbojarrada història de les galàxies (1987) (director, guionista i actor)
- Life Stinks (1991) (director, guionista i actor)
- Les boges, boges aventures de Robin Hood (1993) (director, guionista i actor)
- Mossega com puguis (Dracula: Dead and Loving It) (1995) (director, guionista i actor)
- Robots (2005) (veu)

Mel Brooks també ha estat el productor de L'home elefant, de David Lynch (1980) i de La mosca de David Cronenberg (1986). Va haver de crear la Brooksfilms a causa del fet que el públic, veient en els cartells "Mel Brooks presenta", pensava immediatament en una comèdia. Actualment està treballant en el guió d'un remake d'Els productors, recentment representat en els escenaris de Broadway, i, segons sembla, està preparant la seqüela de La boja història de les galàxies. Els títols de les seves pel·lícules han estat traduïts de l'anglès de manera diferent en diferents països, i també han estat modificats, pràctica no inusual, per a les audiències nacionals.

## Televisió
Mel Brooks va ser convidat especial en el programa de televisió anomenat "Boig per tu", que protagonitzaven Helen Hunt i Paul Raisner; a més de la producció de la sèrie de la dècada dels 70 titulada "Superagent 86", protagonitzada per Don Adams. En general, ha tingut força èxit en la seva participació en el mitjà televisiu.

## Teatre
- The Producers (llibret original, lletres, música i productor), estrenat a Broadway el 19 d'abril del 2001.
- Young Frankenstein (llibret original, lletres, música i productor), estrenat a Broadway el 8 de novembre del 2007.